# Mario Ruivo (Schiff)
Die Mario Ruivo ist ein portugiesisches Forschungsschiff des Instituto Português do Mar e da Atmosfera. Im Jahr 1986 wurde es unter dem Namen Salmaid (A 187) für den Royal Maritime Auxiliary Service als Tonnenleger und Bergungsschiff in Dienst gestellt, nach dem Verkauf 2012 als private Kommandant Calum geführt und 2017 nach Portugal veräußert.

## Bau und technische Daten
Im Auftrag der britischen Admiralität wurde das Schiff als dritte und letzte Einheit der Sal-Klasse wie die Schwesterschiffe auf der Werft Hall, Russell & Company in Aberdeen gebaut. Vorausgegangen waren dort 1985 die Salmoor (A 185) und 1986 die Salmaster (A 186). Das Schiff wurde unter der Baunummer 995 auf Kiel gelegt, der Stapellauf erfolgte am 22. Mai 1986. Die Länge des Schiffes beträgt 75,60 Meter, es ist 14,80 Meter breit und weist einen Tiefgang von 4,50 Metern auf. Es hat eine Verdrängung von 2290 Tonnen. Der Antrieb besteht aus zwei Ruston-Dieselmotoren vom Typ 8RKCM, die 2984 kW leisten und auf zwei Schrauben wirken. Das Schiff erreicht eine Geschwindigkeit von 10,0 Knoten. Charakteristisches Merkmal des Schiffes war der große A-Kran auf dem Vorschiff mit Ausleger über dem Bug. Zudem wurde das Schiff zur Unterstützung von Brandbekämpfungen mit Feuerlöscheinrichtungen ausgestattet. Die Besatzung besteht aus 15 Mann. Weiterhin besteht Platz für bis zu 30 Wissenschaftler.

## Geschichte

### Salmaid– Unterstützungseinheit für Royal Navy

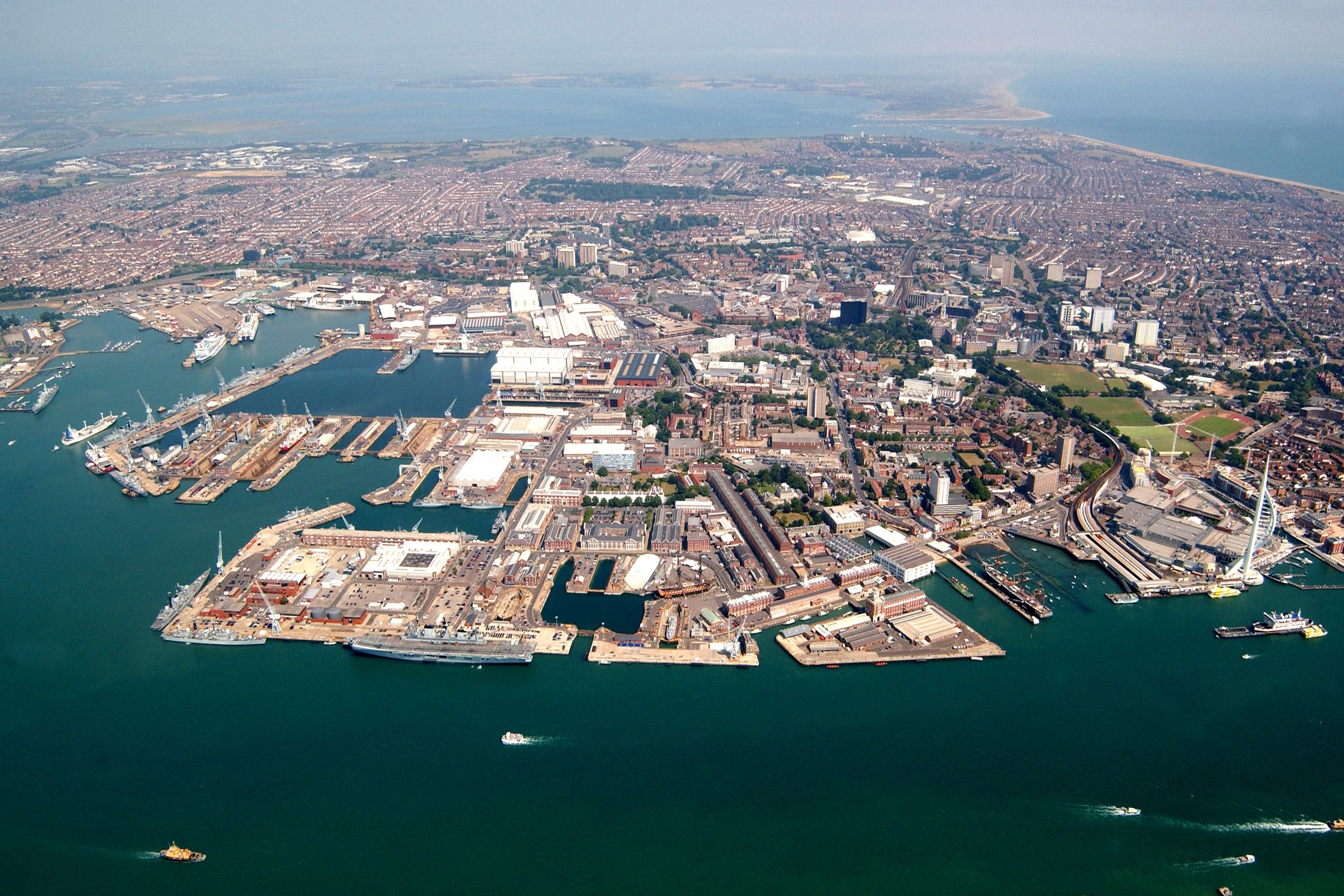
Luftbild der HMNB Portsmouth

Für den Dienst beim Royal Maritime Auxiliary Service (RMAS), die mit den zivil bemannten Schiffen die Royal Navy in britischen Hoheitsgewässern unterstützte, erhielt das Schiff den markanten schwarz-gelben Anstrich. Das Schiff wurde in Her Majesty's Naval Base Portsmouth – der Marinebasis Portsmouth – stationiert und führte bis 2008 die Flagge der RMAS. Mit deren Auflösung am 31. März 2008 ging die Salmaid an das private Unternehmen Serco Marine Services – ein Tochterunternehmen der Serco Group – über, das diese Dienstleistungen für die Royal Navy übernahm. Zu den Aufgaben der Salmaid gehörten die Verlegung und Wartung von Unterwasserzielen, Navigationsmarkierungen und Liegeplätzen. 2012 verkaufte Serco das Schiff.

### Kommandor Calum– privates Vermessungs- und Forschungsschiff

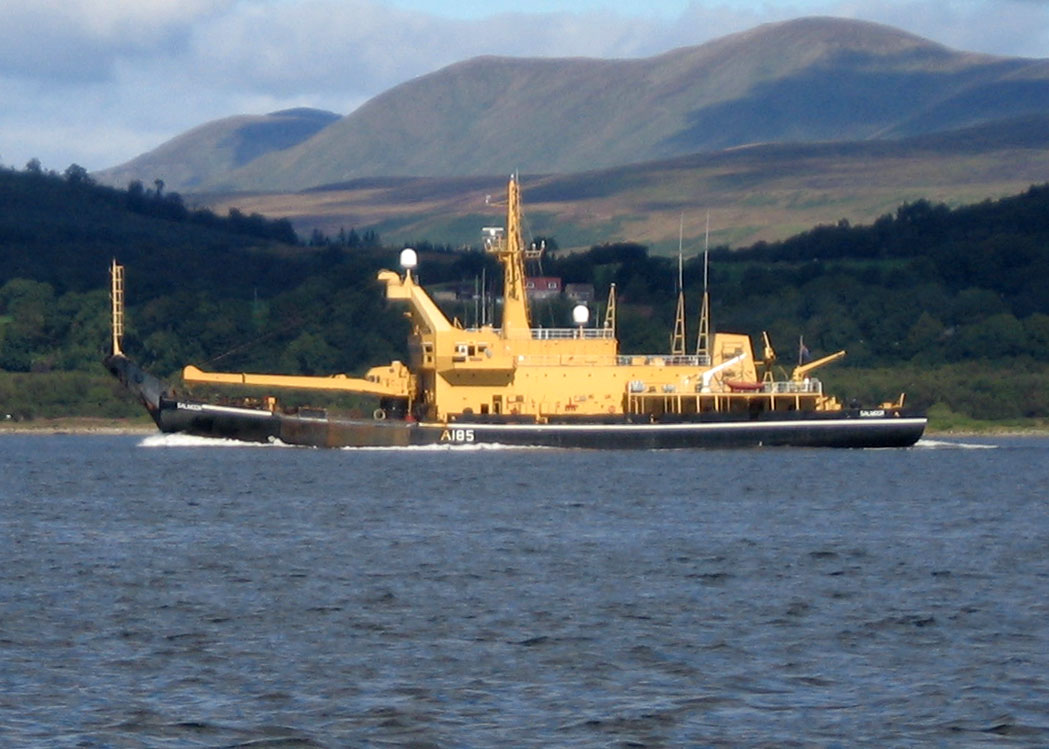
RMAS Salmour – Schwesterschiff der Salmaid, Zustand im Dienst der RMAS

Käufer war das schottische Unternehmen Hays Ships, das mehrere Vermessungs- und Forschungsschiffe unterhält und an Behörden, Unternehmen, Forschungseinrichtungen etc. verchartert. Zusammen mit der Salmaid, die den Namen Kommandor Calum erhielt, hatte Hays Ships auch die Salmoor erworben und in Kommandor Iona umbenannt. Noch im Oktober 2012 verbrachte der neue Eigentümer das Schiff in eine polnische Werft nach Danzig, um es dort zu einem Vermessungsschiff umbauen zu lassen. Dabei wurden auch Kran und Ausleger entfernt. Zuletzt war sie in der südlichen Nordsee und in Gibraltar im Einsatz.

### Portugiesisches ForschungsschiffMar PortugalundMario Ruivo
Im Oktober 2015 erwarb das Instituto Português do Mar e da Atmosfera (IPMA) in Lissabon das Schiff und ließ es zum Forschungsschiff umbauen. Auf der Werft Estaleiros Navais de Peniche begannen die Arbeiten im April 2017. Neben der Einrichtung von weiteren Laboren und Unterkünften für bis zu 30 Wissenschaftler wurden insbesondere die beiden Arbeitsbereiche des Schiffes neu gestaltet: Das Achterdeck wurde für Arbeiten mit dem Schleppnetz umgestaltet, um pelagische und benthische Schleppnetzfischerei sowie geophysikalische Untersuchungen vornehmen zu können. Der Bereich vor dem Deckshaus wurde für Arbeiten mit ferngesteuerten Unterwasserfahrzeugen hergerichtet, um mit ihnen geotechnische, ozeanographische und meeresbiologische Untersuchungen durchzuführen.
Bei der Indienststellung 2017 erhielt das Schiff den Namen Mar Portugal, 2020 wurde es auf den Namen Mario Ruivo umgetauft nach dem gleichnamigen Wissenschaftler und zeitweisen Minister Mário João de Oliveira Ruivo (1927–2017) benannt, der in Portugal als ein Vorreiter des Meeresschutzes gilt. Auf Basis dieser Untersuchungsmöglichkeiten kommt Portugal seinen internationalen Verpflichtungen zur Erforschung der Meere vor seinen Küsten nach.